# Llista d'espècies de terídids (T-Z)
Llista de les espècies de terídids descrites fins al 21 de desembre del 2006. Estan ordenades alfabèticament, i apareixen les que van de la lletra T fins a la Z.
- Per a les llistes d'espècies que comencen per altres lletres de l'alfabet, aneu a l'article principal: Llista d'espècies de terídids.
- Per a la llista completa de tots els gèneres vegeu l'article Llista de gèneres de terídids.

## Gèneres i espècies

### Takayus
Takayus Yoshida, 2001
- Takayus chikunii (Yaginuma, 1960) (Xina, Japó)
- Takayus fujisawai Yoshida, 2002 (Japó)
- Takayus huanrenensis (Zhu & Gao, 1993) (Xina)
- Takayus kunmingicus (Zhu, 1998) (Xina)
- Takayus latifolius (Yaginuma, 1960) (Rússia, Xina, Corea, Japó)
- Takayus linimaculatus (Zhu, 1998) (Xina)
- Takayus lunulatus (Guan & Zhu, 1993) (Rússia, Xina, Corea)
- Takayus lushanensis (Zhu, 1998) (Xina)
- Takayus lyricus (Walckenaer, 1842) (Holàrtic)
- Takayus naevius (Zhu, 1998) (Xina)
- Takayus papiliomaculatus Yin, Peng & Zhang, 2005 (Xina)
- Takayus quadrimaculatus (Song & Kim, 1991) (Xina, Corea)
- Takayus subadultus (Bösenberg & Strand, 1906) (Rússia, Corea, Japó)
- Takayus sublatifolius (Zhu, 1998) (Xina)
- Takayus takayensis (Saito, 1939) (Xina, Corea, Japó)
- Takayus wangi (Zhu, 1998) (Xina)
- Takayus xui (Zhu, 1998) (Xina)
- Takayus yunohamensis (Bösenberg & Strand, 1906) (Rússia, Corea, Japó)

### Tekellina
Tekellina Levi, 1957
- Tekellina archboldi Levi, 1957 (EUA)
- Tekellina bella Marques & Buckup, 1993 (Brasil)
- Tekellina crica Marques & Buckup, 1993 (Brasil)
- Tekellina guaiba Marques & Buckup, 1993 (Brasil)
- Tekellina minor Marques & Buckup, 1993 (Brasil)
- Tekellina pretiosa Marques & Buckup, 1993 (Brasil)

### Theonoe
Theonoe Simon, 1881
- Theonoe Àfricana Caporiacco, 1947 (Tanzània)
- Theonoe formivora (Walckenaer, 1842) (França)
- Theonoe major Denis, 1961 (Espanya)
- Theonoe minutissima (O. P.-Cambridge, 1879) (Europa, Rússia, Ucraïna)
- Theonoe sola Thaler & Steinberger, 1988 (Alemanya, Àustria)
- Theonoe stridula Crosby, 1906 (EUA, Canadà, Alaska)

### Theridion
Theridion Walckenaer, 1805
- Theridion abruptum Simon, 1884 (Àfrica del Nord)
- Theridion accoense Levy, 1985 (Israel)
- Theridion acutitarse Simon, 1900 (Hawaii)
- Theridion adjacens (O. P.-Cambridge, 1896) (Mèxic fins a Panamà)
- Theridion adrianopoli Drensky, 1915 (Bulgària, Grècia, Creta, Turquia)
- Theridion aeolium Levi, 1963 (EUA)
- Theridion agrarium Levi, 1963 (Brasil)
- Theridion agreste Nicolet, 1849 (Xile)
- Theridion agrifoliae Levi, 1957 (EUA, Canadà)
- Theridion akme Levi, 1959 (Panamà)
- Theridion akron Levi, 1959 (Panamà)
- Theridion albidorsum Strand, 1909 (Sud-àfrica)
- Theridion albidum Banks, 1895 (EUA, Canadà)
- Theridion albioculum Zhu, 1998 (Xina)
- Theridion albipes L. Koch, 1878 (Rússia, Geòrgia)
- Theridion albocinctum Urquhart, 1892 (Nova Zelanda)
- Theridion albodecoratum Rainbow, 1916 (Queensland)
- Theridion albolineatum Nicolet, 1849 (Xile)
- Theridion albolineolatum Caporiacco, 1940 (Etiòpia)
- Theridion albomaculosum O. P.-Cambridge, 1869 (Sri Lanka)
- Theridion albopictum Thorell, 1898 (Myanmar)
- Theridion albostriatum (L. Koch, 1867) (Nova Guinea, Queensland, Tonga, Norfolk)
- Theridion albulum O. P.-Cambridge, 1898 (Panamà)
- Theridion altum Levi, 1963 (Paraguai)
- Theridion amarga Levi, 1967 (Xile, Argentina)
- Theridion amatitlan Levi, 1963 (Guatemala)
- Theridion ambiguum Nicolet, 1849 (Xile)
- Theridion ampascachi Mello-Leitão, 1941 (Argentina)
- Theridion ampliatum Urquhart, 1892 (Nova Zelanda)
- Theridion angusticeps Caporiacco, 1949 (Kenya)
- Theridion angustifrons Caporiacco, 1934 (Karakorum)
- Theridion annulipes O. P.-Cambridge, 1869 (Sri Lanka)
- Theridion anson Levi, 1967 (Illa Juan Fernandez)
- Theridion antillanum Simon, 1894 (Índies Occidentals)
- Theridion antron Levi, 1963 (Brasil)
- Theridion apiculatum Roewer, 1942 (Queensland)
- Theridion aporum Levi, 1963 (Brasil)
- Theridion apostoli Mello-Leitão, 1945 (Argentina)
- Theridion apulco Levi, 1959 (Mèxic)
- Theridion aragua Levi, 1963 (Veneçuela)
- Theridion archeri Levi, 1959 (Cuba)
- Theridion argentatulum Roewer, 1942 (Nova Zelanda)
- Theridion arizonense Levi, 1957 (EUA)
- Theridion artum Levi, 1959 (Panamà, Trinidad)
- Theridion aruanum Strand, 1911 (Illes Aru)
- Theridion arushae Caporiacco, 1947 (Tanzània)
- Theridion asbolodes Rainbow, 1917 (Sud d'Austràlia)
- Theridion astrigerum Thorell, 1895 (Myanmar)
- Theridion atratum Thorell, 1877 (Sulawesi)
- Theridion attritum (Simon, 1908) (Oest d'Austràlia)
- Theridion auberti Simon, 1904 (Sud-àfrica)
- Theridion aulos Levi, 1963 (Brasil)
- Theridion australe Banks, 1899 (EUA, Mèxic, Índies Occidentals)
- Theridion baccula Thorell, 1887 (Myanmar)
- Theridion baltasarense Levi, 1963 (Windward)
- Theridion banksi Berland, 1920 (Àfrica Oriental)
- Theridion barbarae Levi, 1959 (Mèxic)
- Theridion beebei Levi, 1963 (Veneçuela)
- Theridion bellatulum Levi, 1963 (Brasil)
- Theridion bergi Levi, 1963 (Brasil, Paraguai, Argentina)
- Theridion berlandi Roewer, 1942 (Samoa)
- Theridion betteni Wiehle, 1960 (Paleàrtic)
- Theridion bicruciatum Roewer, 1961 (Senegal)
- Theridion bidepressum Yin, Peng & Zhang, 2005 (Xina)
- Theridion biezankoi Levi, 1963 (Brasil)
- Theridion biforaminum Gao & Zhu, 1993 (Xina)
- Theridion biolleyi Banks, 1909 (Costa Rica)
- Theridion biseriatum Thorell, 1890 (Sumatra)
- Theridion bitakum Barrion & Litsinger, 1995 (Filipines)
- Theridion blackwalli O. P.-Cambridge, 1871 (Europa, Rússia, Ucraïna, Àfrica del Nord)
- Theridion blaisei Simon, 1909 (Vietnam)
- Theridion boesenbergi Strand, 1904 (Europa, Rússia, Ucraïna)
- Theridion bolivari Levi, 1959 (Mèxic)
- Theridion bolum Levi, 1963 (Brasil)
- Theridion bomae Schmidt, 1957 (Congo)
- Theridion botanicum Levi, 1963 (Veneçuela)
- Theridion brachypus Thorell, 1887 (Myanmar)
- Theridion bradyanum Strand, 1907 (Sud-àfrica)
- Theridion brunellii Caporiacco, 1940 (Etiòpia)
- Theridion brunneonigrum Caporiacco, 1949 (Kenya)
- Theridion bryantae Roewer, 1951 (Mèxic)
- Theridion bullatum Tullgren, 1910 (Tanzània)
- Theridion buxtoni Berland, 1929 (Samoa, Illes Henderson, Tuamotu Arch.)
- Theridion calcynatum Holmberg, 1876 (Veneçuela fins a Argentina)
- Theridion californicum Banks, 1904 (EUA, Canadà)
- Theridion caliginosum Marples, 1955 (Samoa)
- Theridion cameronense Levi, 1957 (EUA, Mèxic)
- Theridion campestratum Simon, 1900 (Hawaii)
- Theridion caplandense Strand, 1907 (Sud-àfrica)
- Theridion carinatum Yin, Peng & Zhang, 2005 (Xina)
- Theridion carpathium Brignoli, 1984 (Grècia)
- Theridion cassinicola Simon, 1907 (Guinea-Bissau)
- Theridion castaneum Franganillo, 1931 (Cuba)
- Theridion catharina Marples, 1955 (Samoa)
- Theridion cavipalpe (F. O. P.-Cambridge, 1902) (Guatemala)
- Theridion cazieri Levi, 1959 (Bahames)
- Theridion centrum Levi, 1959 (Panamà)
- Theridion chacoense Levi, 1963 (Bolívia)
- Theridion chakinuense Wunderlich, 1995 (Turkmenistan)
- Theridion chamberlini Caporiacco, 1949 (Kenya)
- Theridion charitonowi Caporiacco, 1949 (Kenya)
- Theridion cheimatos Gertsch & Archer, 1942 (EUA)
- Theridion cheni Zhu, 1998 (Xina)
- Theridion chihuahua Levi, 1959 (Mèxic)
- Theridion chiriqui Levi, 1959 (Panamà)
- Theridion chonetum Zhu, 1998 (Xina)
- Theridion choroni Levi, 1963 (Veneçuela)
- Theridion cinctipes Banks, 1898 (EUA, Mèxic)
- Theridion cinereum Thorell, 1875 (Rússia, Ucraïna)
- Theridion circumtextum Simon, 1907 (Guinea-Bissau)
- Theridion climacode Thorell, 1898 (Myanmar)
- Theridion clivalum Zhu, 1998 (Xina)
- Theridion cloxum Roberts, 1983 (Aldabra)
- Theridion clypeatellum Tullgren, 1910 (Àfrica Oriental)
- Theridion cochise Levi, 1963 (EUA)
- Theridion cochrum Levi, 1963 (Brasil)
- Theridion cocosense Strand, 1906 (Costa Rica)
- Theridion coenosum Thorell, 1887 (Myanmar)
- Theridion cohni Levi, 1963 (Brasil)
- Theridion coldeniae Baert & Maelfait, 1986 (Illes Galápagos)
- Theridion comstocki Berland, 1920 (Àfrica Oriental)
- Theridion confusum O. P.-Cambridge, 1885 (Yarkand)
- Theridion conigerum Simon, 1914 (Europa, Rússia)
- Theridion contreras Levi, 1959 (Mèxic)
- Theridion convexellum Roewer, 1942 (Queensland, Nova Gal·les del Sud)
- Theridion convexisternum Caporiacco, 1949 (Kenya)
- Theridion corcyraeum Brignoli, 1984 (Corfú)
- Theridion costaricaense Levi, 1963 (Costa Rica fins a Veneçuela)
- Theridion cowlesae Levi, 1957 (EUA)
- Theridion coyoacan Levi, 1959 (Mèxic)
- Theridion crinigerum Simon, 1881 (Còrsega, Marroc, Algèria)
- Theridion cruciferum Urquhart, 1886 (Nova Zelanda)
- Theridion crucum Levi, 1959 (Mèxic)
- Theridion cuspulatum Schmidt & Krause, 1998 (Illes Cap Verd)
- Theridion cuyutlan Levi, 1963 (Mèxic)
- Theridion cynicum Gertsch & Mulaik, 1936 (EUA, Mèxic)
- Theridion dafnense Levy & Amitai, 1982 (Israel)
- Theridion darolense Strand, 1906 (Etiòpia)
- Theridion davisorum Levi, 1959 (Mèxic)
- Theridion dayongense Zhu, 1998 (Xina)
- Theridion decemmaculatum Thorell, 1890 (Sumatra)
- Theridion decemperlatum (Simon, 1889) (Madagascar)
- Theridion dedux O. P.-Cambridge, 1904 (Sud-àfrica)
- Theridion delicatum O. P.-Cambridge, 1904 (Sud-àfrica)
- Theridion derhami Simon, 1895 (Sierra Leone, Gabon, Bioko)
- Theridion diadematum Chrysanthus, 1963 (Nova Guinea)
- Theridion dianiphum Rainbow, 1916 (Queensland)
- Theridion differens Emerton, 1882 (EUA, Canadà)
- Theridion dilucidum Simon, 1897 (Costa Rica fins a Veneçuela, Índies Occidentals)
- Theridion dilutum Levi, 1957 (EUA, Mèxic)
- Theridion dividuum Gertsch & Archer, 1942 (EUA)
- Theridion dominica Levi, 1963 (Dominica)
- Theridion dreisbachi Levi, 1959 (Mèxic)
- Theridion dubium Bradley, 1877 (Nova Guinea)
- Theridion dukouense Zhu, 1998 (Xina)
- Theridion dulcineum Gertsch & Archer, 1942 (EUA)
- Theridion durbanicum Lawrence, 1947 (Sud-àfrica)
- Theridion ecuadorense Levi, 1963 (Ecuador)
- Theridion Egipteium Fawzy & El Erksousy, 2002 (Egipte)
- Theridion electum (O. P.-Cambridge, 1896) (Mèxic)
- Theridion elegantissimum Roewer, 1942 (Taiwan)
- Theridion elevatum Thorell, 1881 (Queensland)
- Theridion elimatum L. Koch, 1882 (Mallorca)
- Theridion elisabethae Roewer, 1951 (Mèxic)
- Theridion elli Sedgwick, 1973 (Xile)
- Theridion ellicottense Dobyns & Bond, 1996 (EUA)
- Theridion emertoni Berland, 1920 (Àfrica Oriental)
- Theridion epiense Berland, 1938 (Noves Hèbrides)
- Theridion eremum Levi, 1963 (Brasil)
- Theridion eugeni Roewer, 1942 (Bioko)
- Theridion evexum Keyserling, 1884 (Mèxic, Índies Occidentals fins a Brasil)
- Theridion excavatum F. O. P.-Cambridge, 1902 (Guatemala)
- Theridion exlineae Levi, 1963 (Ecuador, Perú)
- Theridion expallidatum O. P.-Cambridge, 1885 (Yarkand)
- Theridion familiare O. P.-Cambridge, 1871 (Paleàrtic)
- Theridion fastosum Keyserling, 1884 (Ecuador, Perú)
- Theridion fatuhivaense Berland, 1933 (Illes Marqueses)
- Theridion femorale Thorell, 1881 (Queensland)
- Theridion femoratissimum Caporiacco, 1949 (Kenya)
- Theridion fernandense Simon, 1907 (Bioko)
- Theridion filum Levi, 1963 (Brasil)
- Theridion flabelliferum Urquhart, 1887 (Nova Zelanda)
- Theridion flavonotatum Becker, 1879 (EUA, Cuba)
- Theridion flavoornatum Thorell, 1898 (Myanmar)
- Theridion fornicatum Simon, 1884 (Sudan)
- Theridion frio Levi, 1959 (Mèxic)
- Theridion frizzellorum Levi, 1963 (Colòmbia, Ecuador, Veneçuela)
- Theridion frondeum Hentz, 1850 (EUA, Bahames)
- Theridion fruticum Simon, 1890 (Iemen)
- Theridion fruticum Tang, Yin & Peng, 2005 (Xina)
- Theridion fungosum Keyserling, 1886 (Ecuador, Perú)
- Theridion furfuraceum Simon, 1914 (França, Algèria, Síria)
- Theridion fuscodecoratum Rainbow, 1916 (Queensland)
- Theridion fuscomaculatum Rainbow, 1916 (Queensland)
- Theridion fuscum Franganillo, 1930 (Cuba)
- Theridion gabardi Simon, 1895 (Sri Lanka)
- Theridion galerum Levi, 1959 (Panamà)
- Theridion gekkonicum Levy & Amitai, 1982 (Israel)
- Theridion geminipunctum Chamberlin, 1924 (EUA, Mèxic)
- Theridion genistae Simon, 1873 (Mediterrani Occidental fins a Uzbekistan)
  - Theridion genistae turanicum Charitonov, 1946 (Uzbekistan)
- Theridion gentile Simon, 1881 (Còrsega, Algèria)
- Theridion gertschi Levi, 1959 (EUA, Mèxic)
- Theridion gibbum Rainbow, 1916 (Queensland)
- Theridion gigantipes Keyserling, 1890 (Nova Gal·les del Sud, Victòria)
- Theridion giraulti Rainbow, 1916 (Queensland)
- Theridion glaciale Caporiacco, 1934 (Karakorum)
- Theridion glaucescens Becker, 1879 (EUA, Canadà)
- Theridion glaucinum Simon, 1881 (França)
- Theridion goodnightorum Levi, 1957 (EUA, Mèxic)
- Theridion gracilipes Urquhart, 1889 (Nova Zelanda)
- Theridion grallator Simon, 1900 (Hawaii)
- Theridion gramineum Zhu, 1998 (Xina)
- Theridion grammatophorum Simon, 1909 (Vietnam)
- Theridion grancanariense Wunderlich, 1987 (Illes Canàries)
- Theridion grandiosum Levi, 1963 (Perú)
- Theridion grecia Levi, 1959 (Mèxic fins a Veneçuela)
- Theridion gyirongense Hu & Li, 1987 (Xina)
- Theridion hainenense Zhu, 1998 (Xina)
- Theridion haleakalense Simon, 1900 (Hawaii)
- Theridion hannoniae Denis, 1944 (Europa, Àfrica del Nord, Madeira, Illes Canàries)
- Theridion hartmeyeri Simon, 1908 (Oest d'Austràlia)
- Theridion hassleri Levi, 1963 (Hispaniola)
- Theridion hebridisianum Berland, 1938 (Noves Hèbrides)
- Theridion helophorum Thorell, 1895 (Java)
- Theridion hemerobium Simon, 1914 (EUA, Canadà, Europa)
- Theridion hermonense Levy, 1991 (Israel)
- Theridion hewitti Caporiacco, 1949 (Etiòpia)
- Theridion hidalgo Levi, 1957 (EUA, Mèxic)
- Theridion hierichonticum Levy & Amitai, 1982 (Israel)
- Theridion hispidum O. P.-Cambridge, 1898 (Mèxic, Índies Occidentals fins a Paraguai)
- Theridion histrionicum Thorell, 1875 (Balcans)
- Theridion hondurense Levi, 1959 (Hondures)
- Theridion hopkinsi Berland, 1929 (Samoa)
- Theridion hotanense Zhu & Zhou, 1993 (Xina)
- Theridion huanuco Levi, 1963 (Perú)
- Theridion hufengensis Tang, Yin & Peng, 2005 (Xina)
- Theridion hui Zhu, 1998 (Xina)
- Theridion humboldti Levi, 1967 (Perú)
- Theridion hummeli Schenkel, 1936 (Xina)
- Theridion idiotypum Rainbow, 1917 (Sud d'Austràlia)
- Theridion illecebrosum Simon, 1886 (Senegal)
- Theridion impegrum Keyserling, 1886 (Brasil)
- Theridion impressithorax Simon, 1895 (Filipines)
- Theridion impressum L. Koch, 1881 (Holàrtic)
- Theridion incanescens Simon, 1890 (Iemen)
- Theridion incertissimum (Caporiacco, 1954) (Guaiana Francesa, Brasil)
- Theridion incertum O. P.-Cambridge, 1885 (Índia)
- Theridion inconspicuum Thorell, 1898 (Myanmar)
- Theridion indicum Tikader, 1977 (Illes Andaman)
- Theridion innocuum Thorell, 1875 (Rússia, Ucraïna)
- Theridion inquinatum Thorell, 1878 (Myanmar, Singapur, Amboina)
  - Theridion inquinatum continentale Strand, 1907 (Xina)
- Theridion insignitarse Simon, 1907 (Gabon)
- Theridion intritum (Bishop & Crosby, 1926) (EUA)
- Theridion iramon Levi, 1963 (Colòmbia, Ecuador)
- Theridion ischagosum Barrion & Litsinger, 1995 (Filipines)
- Theridion isorium Levi, 1963 (Perú)
- Theridion istokpoga Levi, 1957 (EUA fins a Panamà)
- Theridion italiense Wunderlich, 1995 (Itàlia)
- Theridion Jordàniaense Levy & Amitai, 1982 (Israel)
- Theridion kambalum Barrion & Litsinger, 1995 (Filipines)
- Theridion karamayense Zhu, 1998 (Xina)
- Theridion kauaiense Simon, 1900 (Hawaii)
- Theridion kawea Levi, 1957 (EUA, Mèxic)
- Theridion kibonotense Tullgren, 1910 (Àfrica Oriental)
- Theridion kiliani Müller & Heimer, 1990 (Colòmbia)
- Theridion kobrooricum Strand, 1911 (Illes Aru)
- Theridion kochi Roewer, 1942 (Samoa)
- Theridion kollari Doleschall, 1852 (Àustria)
- Theridion kraepelini Simon, 1905 (Java)
- Theridion kraussi Marples, 1957 (Fiji)
- Theridion lacticolor Berland, 1920 (Kenya, Iemen, Madagascar)
- Theridion laevigatum Blackwall, 1870 (Itàlia)
- Theridion lago Levi, 1963 (Ecuador)
- Theridion lamperti Strand, 1906 (Etiòpia)
- Theridion lapidicola Kulczyn'ski, 1887 (Itàlia)
- Theridion latisternum Caporiacco, 1934 (Karakorum)
- Theridion lawrencei Gertsch & Archer, 1942 (EUA)
- Theridion leechi Gertsch & Archer, 1942 (EUA, Canadà)
- Theridion leguiai Chamberlin, 1916 (Colòmbia, Perú)
- Theridion lenzianum Strand, 1907 (Sud-àfrica)
- Theridion leones Levi, 1959 (Mèxic)
- Theridion leucophaeum Simon, 1905 (Índia)
- Theridion leve Blackwall, 1877 (Seychelles)
- Theridion leviorum Gertsch & Riechert, 1976 (EUA)
- Theridion liaoyuanense (Zhu & Yu, 1982) (Xina)
- Theridion limatum Tullgren, 1910 (Tanzània)
- Theridion limitatum L. Koch, 1872 (Queensland, Nova Gal·les del Sud)
- Theridion linaresense Levi, 1963 (Xile)
- Theridion linzhiense Hu, 2001 (Xina)
- Theridion llano Levi, 1957 (EUA)
- Theridion lomirae Roewer, 1938 (Nova Guinea)
- Theridion longicrure Marples, 1956 (Nova Zelanda)
- Theridion longihirsutum Strand, 1907 (Xina)
- Theridion longipalpum Zhu, 1998 (Xina, Corea)
- Theridion longipedatum Roewer, 1942 (Colòmbia)
- Theridion ludekingi Thorell, 1890 (Java)
- Theridion ludius Simon, 1880 (Malàisia fins a Austràlia, Nova Caledònia)
- Theridion lumabani Barrion & Litsinger, 1995 (Filipines)
- Theridion luteitarse Schmidt & Krause, 1995 (Illes Cap Verd)
- Theridion macei Simon, 1895 (Congo)
- Theridion machu Levi, 1963 (Perú)
- Theridion macuchi Levi, 1963 (Ecuador)
- Theridion maculiferum Roewer, 1942 (Zanzíbar)
- Theridion magdalenense Müller & Heimer, 1990 (Colòmbia)
- Theridion maindroni Simon, 1905 (Índia)
- Theridion manjithar Tikader, 1970 (Índia)
- Theridion manonoense Marples, 1955 (Samoa)
- Theridion maranum Levi, 1963 (Veneçuela)
- Theridion maron Levi, 1963 (Paraguai)
- Theridion martini Levi, 1959 (Mèxic)
- Theridion mataafa Marples, 1955 (Samoa)
- Theridion mauense Caporiacco, 1949 (Kenya)
- Theridion mauiense Simon, 1900 (Hawaii)
- Theridion mehlum Roberts, 1983 (Aldabra)
- Theridion melanoplax Schmidt & Krause, 1996 (Illes Canàries)
- Theridion melanoprorum Thorell, 1895 (Myanmar)
  - Theridion melanoprorum orientale Simon, 1909 (Vietnam)
- Theridion melanosternon Mello-Leitão, 1947 (Brasil)
- Theridion melanostictum O. P.-Cambridge, 1876 (Mediterrani, Aldabra, Seychelles, Xina, Japó, EUA, Hispaniola)
- Theridion melanurum Hahn, 1831 (Holàrtic, Açores)
- Theridion melinum Simon, 1900 (Hawaii)
- Theridion mendozae Berland, 1933 (Illes Marqueses)
- Theridion meneghettii Caporiacco, 1949 (Kenya)
- Theridion metabolum Chamberlin & Ivie, 1936 (Panamà)
- Theridion metator Simon, 1907 (Guinea-Bissau)
- Theridion michelbacheri Levi, 1957 (EUA)
- Theridion micheneri Levi, 1963 (Panamà)
- Theridion minutissimum Keyserling, 1884 (Panamà, Perú)
- Theridion minutulum Thorell, 1895 (Myanmar)
- Theridion miserum Thorell, 1898 (Myanmar)
- Theridion modestum (Simon, 1894) (Sri Lanka)
- Theridion molliculum Thorell, 1899 (Camerun)
- Theridion mollissimum L. Koch, 1872 (Austràlia, Samoa)
- Theridion montanum Emerton, 1882 (EUA, Canadà, Alaska, Noruega, Finlàndia, Rússia)
- Theridion monzonense Levi, 1963 (Perú)
- Theridion mortuale Simon, 1908 (Oest d'Austràlia)
- Theridion morulum O. P.-Cambridge, 1898 (EUA, Mèxic)
- Theridion murarium Emerton, 1882 (Amèrica del Nord)
- Theridion musivivoides Schmidt & Krause, 1995 (Illes Cap Verd)
- Theridion musivivum Schmidt, 1956 (Illes Canàries)
- Theridion musivum Simon, 1873 (Mediterrani)
- Theridion myersi Levi, 1957 (EUA, Mèxic, Jamaica)
- Theridion mystaceum L. Koch, 1870 (Paleàrtic)
- Theridion mysteriosum Schmidt, 1971 (Ecuador)
- Theridion nadleri Levi, 1959 (Trinidad)
- Theridion nagorum Roberts, 1983 (Aldabra)
- Theridion nasinotum Caporiacco, 1949 (Kenya)
- Theridion nasutum Wunderlich, 1995 (Sardenya)
- Theridion necijaense Barrion & Litsinger, 1995 (Filipines)
- Theridion negebense Levy & Amitai, 1982 (Israel)
- Theridion neomexicanum Banks, 1901 (EUA, Canadà)
- Theridion neshamini Levi, 1957 (EUA)
- Theridion nesticum Levi, 1963 (Trinidad)
- Theridion nigriceps Keyserling, 1891 (Brasil)
- Theridion nigroannulatum Keyserling, 1884 (Ecuador, Perú)
- Theridion nigroplagiatum Caporiacco, 1949 (Kenya)
- Theridion nigropunctatum Lucas, 1846 (Mediterrani)
- Theridion nigropunctulatum Thorell, 1898 (Myanmar)
- Theridion nigrosacculatum Tullgren, 1910 (Tanzània)
- Theridion nigrovariegatum Simon, 1873 (Paleàrtic)
- Theridion nilgherinum Simon, 1905 (Índia)
- Theridion niphocosmum Rainbow, 1916 (Queensland)
- Theridion niveopunctatum Thorell, 1898 (Myanmar)
- Theridion niveum O. P.-Cambridge, 1898 (Mèxic)
- Theridion nivosum Rainbow, 1916 (Queensland)
- Theridion nodiferum Simon, 1895 (Sri Lanka)
- Theridion nojimai Yoshida, 1999 (Japó)
- Theridion nudum Levi, 1959 (Mèxic, Panamà)
- Theridion oatesi Thorell, 1895 (Myanmar)
- Theridion obscuratum Zhu, 1998 (Xina)
- Theridion ochreolum Levy & Amitai, 1982 (Israel)
- Theridion octoferum Strand, 1909 (Sud-àfrica)
- Theridion odoratum Zhu, 1998 (Xina)
- Theridion ohlerti Thorell, 1870 (Holàrtic)
  - Theridion ohlerti lundbecki Sørensen, 1898 (Groenlàndia)
- Theridion olaup Levi, 1963 (Brasil)
- Theridion omilteni Levi, 1959 (Guatemala)
- Theridion onticolum Levi, 1963 (Perú)
- Theridion opolon Levi, 1963 (Brasil)
- Theridion opuntia Levi, 1963 (Mèxic)
- Theridion orgea (Levi, 1967) (Brasil)
- Theridion orlando (Archer, 1950) (EUA)
- Theridion osprum Levi, 1963 (Veneçuela)
- Theridion oswaldocruzi Levi, 1963 (Brasil)
- Theridion otsospotum Barrion & Litsinger, 1995 (Filipines)
- Theridion palanum Roberts, 1983 (Aldabra)
- Theridion palgongense Paik, 1996 (Corea)
- Theridion pallidulum Roewer, 1942 (Àfrica Oriental)
- Theridion palmgreni Marusik & Cellarius, 1986 (Rússia, Estònia)
- Theridion pandani Simon, 1895 (Cambodia)
- Theridion panganii Caporiacco, 1947 (Tanzània)
- Theridion paraense Levi, 1963 (Brasil)
- Theridion parvulum Blackwall, 1870 (Sicília)
- Theridion parvum Keyserling, 1884 (Perú)
- Theridion patrizii Caporiacco, 1933 (Líbia)
- Theridion pelaezi Levi, 1963 (Mèxic)
- Theridion pennsylvanicum Emerton, 1913 (EUA, Canadà)
- Theridion perkinsi Simon, 1900 (Hawaii)
- Theridion pernambucum Levi, 1963 (Brasil)
- Theridion perpusillum Simon, 1885 (Malàisia)
- Theridion petraeum L. Koch, 1872 (Holàrtic)
- Theridion petrunkevitchi Berland, 1920 (Àfrica Oriental)
- Theridion phaeostomum Simon, 1909 (Vietnam)
- Theridion pictipes Keyserling, 1884 (EUA)
- Theridion pictum (Walckenaer, 1802) (Holàrtic)
- Theridion pigrum Keyserling, 1886 (Brasil)
- Theridion pilatum Urquhart, 1893 (Tasmània)
- Theridion piligerum Frauenfeld, 1867 (Illes Nicobar)
- Theridion piliphilum Strand, 1907 (Sud-àfrica)
- Theridion pinastri L. Koch, 1872 (Paleàrtic)
- Theridion pinguiculum Simon, 1909 (Vietnam)
- Theridion pinicola Simon, 1873 (Còrsega)
- Theridion pires Levi, 1963 (Brasil)
- Theridion piriforme Berland, 1938 (Noves Hèbrides)
- Theridion plaumanni Levi, 1963 (Veneçuela, Brasil)
- Theridion plectile Simon, 1909 (Vietnam)
- Theridion plumipes Hasselt, 1882 (Sumatra)
- Theridion pluviale Tullgren, 1910 (Tanzània)
- Theridion poecilum Zhu, 1998 (Xina)
- Theridion porphyreticum Urquhart, 1889 (Nova Zelanda)
- Theridion positivum Chamberlin, 1924 (EUA, Índies Occidentals fins a Paraguai)
- Theridion posticatum Simon, 1900 (Hawaii)
- Theridion postmarginatum Tullgren, 1910 (Tanzània)
- Theridion praeclusum Tullgren, 1910 (Tanzània)
- Theridion praemite Simon, 1907 (Sierra Leone)
- Theridion praetextum Simon, 1900 (Hawaii)
  - Theridion praetextum concolor Simon, 1900 (Hawaii)
- Theridion prominens Blackwall, 1870 (Itàlia)
- Theridion proximum Lawrence, 1964 (Sud-àfrica)
- Theridion puellae Locket, 1980 (Illes Comoro)
- Theridion pulanense Hu, 2001 (Xina)
- Theridion pumilio Urquhart, 1886 (Nova Zelanda)
- Theridion punctipes Emerton, 1924 (EUA, Mèxic)
- Theridion punicapunctatum Urquhart, 1891 (Nova Zelanda)
- Theridion punongpalayum Barrion & Litsinger, 1995 (Filipines)
- Theridion purcelli O. P.-Cambridge, 1904 (Santa Helena, Sud-àfrica)
- Theridion pyramidale L. Koch, 1867 (Queensland, Nova Gal·les del Sud)
- Theridion pyrenaeum Denis, 1944 (Espanya, Andorra)
- Theridion qingzangense Hu, 2001 (Xina)
- Theridion quadratum (O. P.-Cambridge, 1882) (Sri Lanka, Sumatra)
- Theridion quadrilineatum Lenz, 1886 (Madagascar)
- Theridion quadripapulatum Thorell, 1895 (Myanmar)
- Theridion quadripartitum Keyserling, 1891 (Brasil)
- Theridion rabuni Chamberlin & Ivie, 1944 (EUA, Bahames)
- Theridion rafflesi Simon, 1899 (Sumatra)
- Theridion rampum Levi, 1963 (Perú, Veneçuela)
- Theridion ravum Levi, 1963 (Veneçuela)
- Theridion refugum Drensky, 1929 (Àustria, Balcans, Bulgària, Grècia, Rússia)
- Theridion reinhardti Charitonov, 1946 (Uzbekistan)
- Theridion resum Levi, 1959 (Panamà)
- Theridion retreatense Strand, 1909 (Sud-àfrica)
- Theridion retrocitum Simon, 1909 (Vietnam)
- Theridion rhodonotum Simon, 1909 (Vietnam)
- Theridion ricense Levi, 1959 (Puerto Rico)
- Theridion rossi Levi, 1963 (Perú)
- Theridion rostriferum Simon, 1895 (Àfrica Occidental)
- Theridion rothi Levi, 1959 (Mèxic)
- Theridion rubiginosum Keyserling, 1884 (Brasil)
- Theridion rubrum (Keyserling, 1886) (Brasil)
- Theridion rurrenabaque Levi, 1963 (Bolívia)
- Theridion ruwenzoricola Strand, 1913 (Central Àfrica)
- Theridion saanichum Chamberlin & Ivie, 1947 (EUA, Canadà, Alaska)
- Theridion sabinjonis Strand, 1913 (Central Àfrica)
- Theridion sadani Monga & Singh, 1989 (Índia)
- Theridion samoense Berland, 1929 (Samoa)
- Theridion sanctum Levi, 1959 (Mèxic)
- Theridion sangzhiense Zhu, 1998 (Xina)
- Theridion sardis Chamberlin & Ivie, 1944 (EUA)
- Theridion saropus Thorell, 1887 (Myanmar)
- Theridion schlingeri Levi, 1963 (Perú)
- Theridion schrammeli Levi, 1963 (Mèxic)
- Theridion sciaphilum Benoit, 1977 (Santa Helena)
- Theridion semitinctum Simon, 1914 (Espanya, França, Illes Balears)
- Theridion senckenbergi Levi, 1963 (Veneçuela)
- Theridion septempunctatum Berland, 1933 (Illes Marqueses)
- Theridion serpatusum Guan & Zhu, 1993 (Xina)
- Theridion sertatum Simon, 1909 (Vietnam)
- Theridion setiferum Roewer, 1942 (Myanmar)
- Theridion setosum L. Koch, 1872 (Queensland, Noves Hèbrides, Samoa, Nova Caledònia)
- Theridion setum Zhu, 1998 (Xina)
- Theridion seximaculatum Zhu, 1998 (Xina)
- Theridion sibiricum Marusik, 1988 (Rússia, Mongòlia)
- Theridion sinaloa Levi, 1959 (Mèxic)
- Theridion sisyphium (Clerck, 1757) (Paleàrtic)
  - Theridion sisyphium foliiferum Thorell, 1875 (Espanya)
  - Theridion sisyphium torandae Strand, 1917 (Yarkand, Karakorum)
- Theridion soaresi Levi, 1963 (Brasil)
- Theridion societatis Berland, 1934 (Tahití)
- Theridion solium Benoit, 1977 (Santa Helena)
- Theridion spinigerum Rainbow, 1916 (Queensland)
- Theridion spinitarse O. P.-Cambridge, 1876 (Àfrica del Nord)
- Theridion spinosissimum Caporiacco, 1934 (Karakorum)
- Theridion squalidum Urquhart, 1886 (Nova Zelanda)
- Theridion stamotum Levi, 1963 (Veneçuela)
- Theridion stannardi Levi, 1963 (Mèxic)
- Theridion strepitus Peck & Shear, 1987 (Illes Galápagos)
- Theridion striatum Keyserling, 1884 (Brasil)
- Theridion styligerum F. O. P.-Cambridge, 1902 (Mèxic, Guatemala)
- Theridion subitum O. P.-Cambridge, 1885 (Índia)
- Theridion submirabile Zhu & Song, 1993 (Xina, Corea)
- Theridion submissum Gertsch & Davis, 1936 (EUA, Mèxic, Bahames, Jamaica)
- Theridion subpingue Simon, 1908 (Oest d'Austràlia)
- Theridion subradiatum Simon, 1901 (Malàisia)
- Theridion subrotundum Keyserling, 1891 (Brasil)
- Theridion subvittatum Simon, 1889 (Índia)
- Theridion sulawesiense Marusik & Penney, 2005 (Sulawesi)
- Theridion swarczewskii Wierzbicki, 1902 (Azerbaijan)
- Theridion taegense Paik, 1996 (Corea)
- Theridion Tahitíae Berland, 1934 (Tahití)
- Theridion tamerlani Roewer, 1942 (Myanmar)
- Theridion tayrona Müller & Heimer, 1990 (Colòmbia)
- Theridion tebanum Levi, 1963 (Veneçuela)
- Theridion teliferum Simon, 1895 (Sri Lanka)
- Theridion tenellum C. L. Koch, 1841 (Grècia)
- Theridion tenuissimum Thorell, 1898 (Myanmar)
- Theridion teresae Levi, 1963 (Brasil)
- Theridion tessellatum Thorell, 1899 (Camerun)
- Theridion teutanoides Caporiacco, 1949 (Kenya)
- Theridion thaleri Marusik, 1988 (Rússia)
- Theridion thalia Workman, 1878 (Myanmar)
- Theridion theridioides (Keyserling, 1890) (Xina, Queensland, Nova Gal·les del Sud)
- Theridion thorelli L. Koch, 1865 (Nova Gal·les del Sud)
- Theridion tigrae Esyunin & Efimik, 1996 (Rússia)
- Theridion tikaderi Patel, 1973 (Índia)
- Theridion timpanogos Levi, 1957 (EUA)
- Theridion tinctorium Keyserling, 1891 (Brasil)
- Theridion t-notatum Thorell, 1895 (Myanmar, Singapur)
- Theridion todinum Simon, 1880 (Nova Caledònia)
- Theridion topo Levi, 1963 (Ecuador)
- Theridion torosum Keyserling, 1884 (Perú)
- Theridion trahax Blackwall, 1866 (Àfrica)
- Theridion transgressum Petrunkevitch, 1911 (EUA, Mèxic)
- Theridion trepidum O. P.-Cambridge, 1898 (Mèxic fins a Panamà)
- Theridion triangulare Franganillo, 1936 (Cuba)
- Theridion trifile Simon, 1907 (Oest, Àfrica Oriental)
- Theridion trigonicum Thorell, 1890 (Sumatra, Java)
- Theridion tristani Levi, 1959 (Costa Rica)
- Theridion triviale Thorell, 1881 (Austràlia)
- Theridion trizonatum Caporiacco, 1949 (Kenya)
- Theridion tubicola Doleschall, 1859 (Java, Moluques, Nova Guinea)
- Theridion tungurahua Levi, 1963 (Veneçuela, Ecuador, Brasil)
- Theridion turrialba Levi, 1959 (Costa Rica)
- Theridion uber Keyserling, 1884 (Brasil)
- Theridion uhligi Martin, 1974 (Europa)
- Theridion umbilicus Levi, 1963 (Brasil)
- Theridion uncatum F. O. P.-Cambridge, 1902 (Mèxic)
- Theridion undatum Zhu, 1998 (Xina)
- Theridion undulanotum Roewer, 1942 (Noves Hèbrides)
- Theridion urnigerum Thorell, 1898 (Myanmar)
- Theridion ursoi Caporiacco, 1947 (Etiòpia)
- Theridion urucum Levi, 1963 (Brasil)
- Theridion usitum Strand, 1913 (Central Àfrica)
- Theridion utcuyacu Levi, 1963 (Perú)
- Theridion valleculum Levi, 1959 (Panamà)
- Theridion vallisalinarum Levy & Amitai, 1982 (Israel)
- Theridion vanhoeffeni Strand, 1909 (Sud-àfrica)
- Theridion varians Hahn, 1833 (Holàrtic)
  - Theridion varians cyrenaicum Caporiacco, 1933 (Líbia)
  - Theridion varians melanotum Strand, 1907 (Alemanya)
  - Theridion varians rusticum Simon, 1873 (Mediterrani Occidental)
- Theridion ventricosum Rainbow, 1916 (Queensland)
- Theridion vespertinum Levy, 1985 (Israel)
- Theridion viridanum Urquhart, 1887 (Nova Zelanda)
- Theridion volubile Keyserling, 1884 (Veneçuela, Ecuador, Perú)
- Theridion vosserleri Strand, 1907 (Àfrica Oriental)
- Theridion vossi Strand, 1907 (Camerun)
- Theridion vossioni Simon, 1884 (Sudan)
- Theridion vulvum Levi, 1959 (Panamà)
- Theridion weberi Thorell, 1892 (Singapur)
- Theridion weyrauchi Levi, 1963 (Perú)
- Theridion whitcombi Sedgwick, 1973 (Xile)
- Theridion wiehlei Schenkel, 1938 (Espanya, França, Algèria)
- Theridion workmani Thorell, 1887 (Myanmar)
- Theridion xianfengense Zhu & Song, 1992 (Xina, Taiwan)
- Theridion xinjiangense (Hu & Wu, 1989) (Xina)
- Theridion yani Zhu, 1998 (Xina)
- Theridion yuma Levi, 1963 (EUA)
- Theridion yunnanense Schenkel, 1963 (Xina)
- Theridion zantholabio Urquhart, 1886 (Nova Zelanda)
- Theridion zebra Caporiacco, 1949 (Kenya)
- Theridion zebrinum Zhu, 1998 (Xina)
- Theridion zhangmuense Hu, 2001 (Xina)
- Theridion zhaoi Zhu, 1998 (Xina)
- Theridion zhoui Zhu, 1998 (Xina)
- Theridion zonarium Keyserling, 1884 (Perú)
- Theridion zonatum Eydoux & Souleyet, 1841 (Unknown)
- Theridion zonulatum Thorell, 1890 (Sumatra)

### Theridula
Theridula Emerton, 1882
- Theridula albonigra Caporiacco, 1949 (Kenya)
  - Theridula albonigra vittata Caporiacco, 1949 (Kenya)
- Theridula angula Tikader, 1970 (Índia)
- Theridula casas Levi, 1954 (Mèxic)
- Theridula emertoni Levi, 1954 (EUA, Canadà)
- Theridula faceta (O. P.-Cambridge, 1894) (Mèxic, Guatemala)
- Theridula gonygaster (Simon, 1873) (Cosmopolita)
- Theridula huberti Benoit, 1977 (Santa Helena)
- Theridula iriomotensis Yoshida, 2001 (Japó)
- Theridula multiguttata Keyserling, 1896 (Brasil)
- Theridula nigerrima (Petrunkevitch, 1911) (Ecuador, Perú)
- Theridula opulenta (Walckenaer, 1842) (Cosmopolita)
- Theridula perlata Simon, 1889 (Madagascar)
- Theridula puebla Levi, 1954 (Mèxic, Panamà)
- Theridula pulchra Berland, 1920 (Àfrica Oriental)
- Theridula sexpupillata Mello-Leitão, 1941 (Brasil)
- Theridula swatiae Biswas, Saha & Raychaydhuri, 1997 (Índia)
- Theridula theriella Strand, 1907 (Madagascar)
- Theridula zhangmuensis Hu, 2001 (Xina)

### Thwaitesia
Thwaitesia O. P.-Cambridge, 1881
- Thwaitesia affinis O. P.-Cambridge, 1882 (Panamà fins a Paraguai)
- Thwaitesia algerica Simon, 1895 (Algèria)
- Thwaitesia argentata Thorell, 1890 (Sumatra)
- Thwaitesia argenteoguttata (Tullgren, 1910) (Tanzània)
- Thwaitesia argenteosquamata (Lenz, 1891) (Madagascar)
- Thwaitesia argentiopunctata (Rainbow, 1916) (Queensland)
- Thwaitesia aureosignata (Lenz, 1891) (Madagascar)
- Thwaitesia bracteata (Exline, 1950) (Trinidad, Colòmbia fins a Paraguai)
- Thwaitesia dangensis Patel & Patel, 1972 (Índia)
- Thwaitesia glabicauda Zhu, 1998 (Xina)
- Thwaitesia inaurata (Vinson, 1863) (Réunion)
- Thwaitesia margaritifera O. P.-Cambridge, 1881 (Sri Lanka, Xina, Vietnam)
- Thwaitesia meruensis (Tullgren, 1910) (Tanzània)
- Thwaitesia nigronodosa (Rainbow, 1912) (Queensland)
- Thwaitesia phoenicolegna Thorell, 1895 (Myanmar, Vietnam)
- Thwaitesia pulcherrima Butler, 1882 (Madagascar)
- Thwaitesia rhomboidalis Simon, 1903 (Equatorial Guinea)
- Thwaitesia scintillans Kulczyn'ski, 1911 (Nova Guinea)
- Thwaitesia simoni (Keyserling, 1884) (Brasil)
- Thwaitesia spinicauda Thorell, 1895 (Myanmar)
- Thwaitesia splendida Keyserling, 1884 (Panamà fins a Veneçuela)
- Thwaitesia turbinata Simon, 1903 (Sierra Leone)

### Thymoites
Thymoites Keyserling, 1884
- Thymoites aloitus Levi, 1964 (Brasil)
- Thymoites amprus Levi, 1964 (Panamà)
- Thymoites anicus Levi, 1964 (Brasil)
- Thymoites anserma Levi, 1964 (Colòmbia)
- Thymoites banksi (Bryant, 1948) (Hispaniola)
- Thymoites bellissimus (L. Koch, 1879) (Suècia, Finlàndia, Rússia, Xina)
- Thymoites bogus (Levi, 1959) (Panamà)
- Thymoites boneti (Levi, 1959) (Mèxic)
- Thymoites boquete (Levi, 1959) (Mèxic fins a Panamà)
- Thymoites bradti (Levi, 1959) (Mèxic)
- Thymoites camano (Levi, 1957) (EUA)
- Thymoites cancellatus Mello-Leitão, 1943 (Argentina)
- Thymoites caracasanus (Simon, 1895) (Guatemala fins a Ecuador)
- Thymoites chiapensis (Levi, 1959) (Mèxic)
- Thymoites chickeringi (Levi, 1959) (Panamà)
- Thymoites chikunii (Yoshida, 1988) (Japó)
- Thymoites chopardi (Berland, 1920) (Àfrica Oriental)
- Thymoites confraternus (Banks, 1898) (Mèxic fins a Perú)
- Thymoites corus (Levi, 1959) (Mèxic)
- Thymoites crassipes Keyserling, 1884 (Perú)
- Thymoites cravilus Marques & Buckup, 1992 (Brasil)
- Thymoites delicatulus (Levi, 1959) (Mèxic fins a Veneçuela)
- Thymoites ebus Levi, 1964 (Brasil)
- Thymoites expulsus (Gertsch & Mulaik, 1936) (EUA, Mèxic, Cuba, Jamaica)
- Thymoites gertrudae Müller & Heimer, 1990 (Colòmbia)
- Thymoites gibbithorax (Simon, 1894) (Veneçuela)
- Thymoites guanicae (Petrunkevitch, 1930) (Mèxic, Grans Antilles)
- Thymoites illudens (Gertsch & Mulaik, 1936) (EUA fins a Colòmbia)
- Thymoites ilvan Levi, 1964 (Brasil)
- Thymoites incachaca Levi, 1964 (Bolívia)
- Thymoites indicatus (Banks, 1929) (Nicaragua fins a Panamà)
- Thymoites ipiranga Levi, 1964 (Brasil)
- Thymoites iritus Levi, 1964 (Brasil)
- Thymoites levii Gruia, 1973 (Cuba)
- Thymoites lobifrons (Simon, 1894) (Veneçuela)
- Thymoites lori Levi, 1964 (Perú)
- Thymoites luculentus (Simon, 1894) (Mèxic fins a Panamà, Saint Vincent)
- Thymoites machu Levi, 1967 (Perú)
- Thymoites maderae (Gertsch & Archer, 1942) (EUA fins a Panamà)
- Thymoites maracayensis Levi, 1964 (Veneçuela, Brasil)
- Thymoites marxi (Crosby, 1906) (EUA, Mèxic)
- Thymoites matachic (Levi, 1959) (Mèxic)
- Thymoites melloleitaoni (Bristowe, 1938) (Brasil)
- Thymoites minero Roth, 1992 (EUA)
- Thymoites minnesota Levi, 1964 (EUA, Canadà)
- Thymoites mirus Levi, 1964 (Brasil)
- Thymoites missionensis (Levi, 1957) (EUA fins a Costa Rica)
- Thymoites nentwigi Yoshida, 1994 (Krakatoa)
- Thymoites nevada Müller & Heimer, 1990 (Colòmbia)
- Thymoites notabilis (Levi, 1959) (Panamà)
- Thymoites okumae (Yoshida, 1988) (Japó)
- Thymoites oleatus (L. Koch, 1879) (Holàrtic)
- Thymoites orilla (Levi, 1959) (Mèxic)
- Thymoites pallidus (Emerton, 1913) (EUA, Índies Occidentals fins a Veneçuela)
- Thymoites palo Levi, 1967 (Brasil)
- Thymoites piarco (Levi, 1959) (Trinidad, Brasil)
- Thymoites pictipes (Banks, 1904) (EUA)
- Thymoites praemollis (Simon, 1909) (Vietnam)
- Thymoites prolatus (Levi, 1959) (Panamà)
- Thymoites puer (Mello-Leitão, 1941) (Brasil, Argentina)
- Thymoites ramon Levi, 1964 (Perú)
- Thymoites rarus (Keyserling, 1886) (Brasil)
- Thymoites reservatus (Levi, 1959) (Panamà)
- Thymoites sanctus (Chamberlin, 1916) (Perú)
- Thymoites sarasota (Levi, 1957) (EUA)
- Thymoites sclerotis (Levi, 1957) (EUA, Mèxic)
- Thymoites simla (Levi, 1959) (Trinidad)
- Thymoites simplex (Bryant, 1940) (Cuba)
- Thymoites struthio (Simon, 1895) (Veneçuela)
- Thymoites stylifrons (Simon, 1894) (Panamà, Veneçuela, Saint Vincent)
- Thymoites subtilis (Simon, 1894) (Zanzíbar)
- Thymoites ulleungensis (Paik, 1991) (Corea)
- Thymoites unimaculatus (Emerton, 1882) (EUA, Canadà)
- Thymoites unisignatus (Simon, 1894) (Colòmbia, Veneçuela)
- Thymoites urubamba Levi, 1967 (Perú)
- Thymoites verus (Levi, 1959) (Mèxic)
- Thymoites villarricaensis Levi, 1964 (Paraguai)
- Thymoites vivus (O. P.-Cambridge, 1899) (Costa Rica)
- Thymoites wangi Zhu, 1998 (Xina)
- Thymoites yaginumai Yoshida, 1995 (Japó)

### Tidarren
Tidarren Chamberlin & Ivie, 1934
- Tidarren aethiops Knoflach & van Harten, 2006 (Congo)
- Tidarren afrum Knoflach & van Harten, 2006 (Camerun, Uganda)
- Tidarren apartiolum Knoflach & van Harten, 2006 (Madagascar)
- Tidarren argo Knoflach & van Harten, 2001 (Iemen, Txad)
- Tidarren circe Knoflach & van Harten, 2006 (Namíbia)
- Tidarren cuneolatum (Tullgren, 1910) (Illes Cap Verd, Illes Canàries, Àfrica, Iemen)
- Tidarren dasyglossa Knoflach & van Harten, 2006 (Madagascar)
- Tidarren dentigerum Knoflach & van Harten, 2006 (Iemen)
- Tidarren ephemerum Knoflach & van Harten, 2006 (Madagascar)
- Tidarren gracile Knoflach & van Harten, 2006 (Iemen)
- Tidarren griswoldi Knoflach & van Harten, 2006 (Camerun)
- Tidarren haemorrhoidale (Bertkau, 1880) (EUA fins a Argentina)
- Tidarren horaki Knoflach & van Harten, 2006 (Madagascar)
- Tidarren konrad Knoflach & van Harten, 2006 (Iemen)
- Tidarren lanceolatum Knoflach & van Harten, 2006 (Congo)
- Tidarren levii Schmidt, 1957 (Congo)
- Tidarren mixtum (O. P.-Cambridge, 1896) (Mèxic fins a Costa Rica)
- Tidarren obtusum Knoflach & van Harten, 2006 (Madagascar)
- Tidarren perplexum Knoflach & van Harten, 2006 (Camerun, Congo)
- Tidarren scenicum (Thorell, 1899) (Camerun, Guinea-Bissau, Costa d'Ivori, Sud-àfrica)
- Tidarren sheba Knoflach & van Harten, 2006 (Iemen)
- Tidarren sisyphoides (Walckenaer, 1842) (EUA fins a Argentina, Índies Occidentals)
- Tidarren ubickorum Knoflach & van Harten, 2006 (Sud-àfrica)
- Tidarren EUAmbara Knoflach & van Harten, 2006 (Tanzània)

### Tomoxena
Tomoxena Simon, 1895
- Tomoxena alearia (Thorell, 1890) (Java, Sumatra)
- Tomoxena dives Simon, 1895 (Índia)
- Tomoxena flavomaculata Simon, 1895 (Sumatra)

### Wamba
Wamba O. P.-Cambridge, 1896
- Wamba congener O. P.-Cambridge, 1896 (EUA, Índies Occidentals fins a Brasil)
- Wamba crispulus (Simon, 1895) (Canadà fins a Brasil, Índies Occidentals)
- Wamba panamensis (Levi, 1959) (Panamà, Ecuador)

### Wirada
Wirada Keyserling, 1886
- Wirada punctata Keyserling, 1886 (Veneçuela, Ecuador, Perú)
- Wirada tijuca Levi, 1967 (Brasil)
- Wirada tovarensis Simon, 1895 (Veneçuela)

### Yaginumena
Yaginumena Yoshida, 2002
- Yaginumena castrata (Bösenberg & Strand, 1906) (Rússia, Xina, Corea, Japó)
- Yaginumena maculosa (Yoshida & Ono, 2000) (Azerbaijan, Abkhazia, Japó)
- Yaginumena mutilata (Bösenberg & Strand, 1906) (Corea, Japó)

### Yoroa
Yoroa Baert, 1984
- Yoroa clypeoglandularis Baert, 1984 (Nova Guinea)
- Yoroa taylori Harvey & Waldock, 2000 (Queensland)

### Zercidium
Zercidium Benoit, 1977
- Zercidium helenense Benoit, 1977 (Santa Helena)